# Lawé
Lawé est un hameau de la commune belge de Hamoir en province de Liège. 
Avant la fusion des communes, le hameau faisait partie de la commune de Comblain-Fairon.

## Situation
Lawé se situe sur une ligne de crête dominant les vallées du Boé et de l'Ourthe au nord du village de Comblain-la-Tour au-dessus des anciennes carrières de grès de Lawé. Il se trouve à la limite des communes de Comblain-au-Pont et de Hamoir et aux confins du Condroz et de la Famenne.

## Description
Ce hameau se compose d'une petite dizaine de maisons bâties le long d'une rue en cul-de-sac. La nature environnante est toujours marquée par les stigmates de l'exploitation des carrières de grès.  